# کاهوتیماک
کاهوتیماک (انگلیسی: Cuauhtémoc) شرکت نوشیدنی مکزیکی است، که در سال ۱۸۹۰ تأسیس شد.